# 化奴康斯坦察足球會
化奴康斯坦察足球會（FC Farul Constanța；羅馬尼亞語發音：[fe t͡ʃe ˈfarul konˈstant͡sa]）是一支位於羅馬尼亞康斯坦察的職業足球會，簡稱「康斯坦察燈塔」，目前於羅馬尼亞足球乙級聯賽角逐。隊名源自羅馬尼亞語中的「燈塔」，暗指這座城市位於黑海沿岸。

## 外部連結
- Official website （页面存档备份，存于）